# Euroregion
Euroregion - từ ghép của Europe (châu Âu) và region (vùng) - chỉ một khu vực biên giới của EU mà ở đó người dân các nước khác nhau tiến hành các hoạt động hợp tác, liên kết sâu rộng về các mặt Kinh tế, xã hội và văn hóa trên cơ sở tự nguyện vì những lợi ích chung của các bên tham Gia. Liên kết vùng có thể nằm hoàn toàn ở biên giới EU hoặc có một phần nằm ngoài ranh giới EU (giữa các nước EU và các nước châu Âu khác). Năm 2000, EU có khoảng 140 liên kết vùng.
Xem thêm: Danh sách Euroregion